# Internet na Tajwanie
Internet na Tajwanie – sieć internetowa znajdująca się i wykorzystywana przez mieszkańców Republiki Chińskiej (Tajwanu). Jej krajowa domena najwyższego poziomu to .tw
W maju 2012 na Tajwanie z Internetu korzystało 18,7 miliona użytkowników. Pod względem szybkości połączenia Tajwan jest na 18. miejscu na świecie, a 4. w Azji, po: Korei Południowej, Japonii i Hongkongu, ze średnią prędkością połączeń 8,3 Mbps. Infrastruktura sieci internetowej rozwinęła się w szybkim tempie od momentu liberalizacji rynku telekomunikacyjnego w latach 90. XX wieku.

## Historia
Pierwsza sieć łącząca komputery powstała w roku 1985 za sprawą Centrum Komputerowego Ministerstwa Edukacji (Ministry of Education Computer Center). Służyła do wymiany danych pomiędzy komputerami w różnych ośrodkach akademickich.
W roku 1989, rząd tajwański wycofał regulację blokującą możliwość wyposażania się we własnym zakresie zarówno osób prywatnych, jak i przedsiębiorstw, w sprzęt CPE (Customer-premises equipment), służący do podłączania Internetu. W efekcie użytkownik końcowy uzyskał swobodę w kreowaniu swoich własnych sieci wewnętrznych oraz możność decydowania o charakterze podłączenia do Internetu.
Wpływ na rozwój Internetu ma również ekspansja telefonii komórkowej. W roku 2007, liczba telefonów komórkowych przewyższyła liczbę telefonów stacjonarnych. Na Tajwanie dostępne są trzy sieci drugiej generacji (2G), pięć sieci trzeciej generacji (3G) oraz sześć sieci oferujących dostęp do szerokopasmowego Internetu przez Wi-Fi (WBA). Według liczby użytkowników w marcu 2013, rozwój wygląda następująco:
- 2G – 5,6 mln;
- 3G – 23,1 mln;
- Wireless Broadband Access (WBA) – 135 600.

Tajwan jest jednym z najbardziej usieciowionych krajów w Azji. W 2012 roku 6,5 miliona tajwańskich domostw (81% wszystkich) podłączonych było do Internetu. Ponad 77% mieszkańców powyżej 12 roku życia korzysta z Internetu (74% korzysta z łączy szerokopasmowych). W roku 2013 nastąpił 12% wzrost populacji korzystającej z Internetu w porównaniu z rokiem poprzednim.
8 lipca 2010 roku rząd tajwański przyjął Politykę Rozwoju Konwergencji Cyfrowej (Digital Convergence Development Policy), mającą wspomóc rozwój cyfryzacji w kraju, polegającą na zacieraniu różnic pomiędzy różnymi technikami komunikowania się. Plan zakładał: ustanowienie szybkiego połączenia szerokopasmowego, promowanie wykorzystania sieci oraz usług telekomunikacyjnych, digitalizacja TV, wzmocnienie rozwijającego się przemysłu usług wideo, rozwinięcie przemysłu komunikacyjnego, uregulowanie środowiska prawnego powiązanego z konwergencją telekomunikacyjną. Głównymi celami planu były:
- dostarczenie szerokopasmowej łączności z Internetem o przepustowości 100 Mbps do 80% tajwańskich domów do końca roku 2015;
- wyposażenie w łączność światłowodową 6 mln abonentów oraz 2 mln użytkowników w szerokopasmowy Internet bezprzewodowy.

## Dostawcy Internetu
Rynek łączy stałych do 2005 roku był zmonopolizowany przez należący wcześniej do rządu tajwańskiego Chunghwa Telecom (中華電信). Od roku 2005, po sprywatyzowaniu Chunghwa Telecom oraz otwarcia rynku dla dostawców prywatnych, usługi łączy szerokopasmowych oferowane są przez trzech dostawców: Taiwan Fixed Network (台灣固網), New Century InfoComm Tech (新世紀資通) oraz Asia Pacific Telecom (亞太電信). Chunghwa Telecom wciąż jest jednak liderem na rynku oraz posiada zdecydowanie największą liczbę abonentów.
| Abonenci usług dostępu do telefonicznych i internetowych korzystający z Chunghwa Telecom (lipiec 2014) |                  |
| Usługi                                                                                                 | Liczba abonentów |
| telefonia stacjonarna                                                                                  | 11 464 337       |
| telefonia mobilna                                                                                      | 10 921 289       |
| Internet access (HiNet)                                                                                | 3 792 516        |
| Szerokopasmowy dostęp do internetu                                                                     | 4 542 840        |
| FTTX                                                                                                   | 3 031 660        |
| ADSL                                                                                                   | 1 511 180        |

Adres IP usługi HiNet, dostarczanej przez Chunghwa Telecom, ze względu na wysyłanie zbyt dużej liczby wiadomości do swoich użytkowników, został zakwalifikowany przez wielu dostawców usług pocztowych jako źródło spamu. Oznacza to, że wiadomości użytkowników domen HiNet mogą być niedostarczane do użytkowników usług pocztowych hostowanych poza Tajwanem, w szczególności w Europie oraz Stanach Zjednoczonych. Dzieje się tak ze względu na intensywne rozsyłanie wiadomości pocztowych rozpoznawanych jako niechciane oraz brak poszanowania dla ogólnie przyjętych zasad ochrony użytkowników przed spamem.

## Wykorzystanie sieci
Sieć internetowa na Tajwanie jest szeroko dostępna. Powszechna jest znajomość Internetu oraz jego użytkowanie. Najpopularniejszą usługą komunikacyjną są wciąż wiadomości e-mail.
| Znajomość usług online oraz ich wykorzystanie na Tajwanie (2010) |                                          |                      |                             |
| Kategoria usługi                                                 | Zastosowanie                             | Znajomość usługi (%) | Procent wykorzystywania (%) |
| e-nauka                                                          | Nauka online                             | 66,5                 | 20,5                        |
| e-rozrywka                                                       | VOD (Video na życzenie)                  | 59,0                 | 21,5                        |
| e-rozrywka                                                       | Gry online                               | 78,6                 | 35,4                        |
| e-rozrywka                                                       | Słuchanie muzyki                         | 73,2                 | 40,6                        |
| –                                                                | Zasoby biblioteczne/muzealne             | 80,0                 | 38,4                        |
| –                                                                | Poszukiwanie ofert nieruchomości         | 54,1                 | 14,1                        |
| Opieka zdrowotna                                                 | Wgląd do historii choroby                | 47,6                 | 12,1                        |
| Opieka zdrowotna                                                 | Rejestracja wizyt u lekarza              | 74,6                 | 39,0                        |
| Opieka zdrowotna                                                 | Informacje o służbie zdrowia             | 66,3                 | 28,2                        |
| Transport                                                        | Informacje o ruchu drogowym              | 69,9                 | 32,4                        |
| Transport                                                        | Bieżące informacje o ruchu drogowym      | 61,5                 | 23,5                        |
| Transport                                                        | Bilety lotnicze i kolejowe               | 87,3                 | 44,9                        |
| Komunikacja                                                      | E-mail                                   | 88,9                 | 64,8                        |
| Komunikacja                                                      | Komunikatory online                      | 82,9                 | 56,4                        |
| Komunikacja                                                      | Telefonia VOIP                           | 80,0                 | 40,0                        |
| e-Gospodarka                                                     | Zakupy online                            | 88,6                 | 45,0                        |
| e-Gospodarka                                                     | Informacje o poszukiwanych produktach    | 73,2                 | 34,1                        |
| e-Gospodarka                                                     | System rezerwacji (biletów, miejsc etc.) | 78,0                 | 30,7                        |
| e-Administracja                                                  | Poszukiwanie informacji ogólnych         | 65,7                 | 20,4                        |
| e-Administracja                                                  | Poszukiwanie usług                       | 60,7                 | 15,0                        |
| e-Administracja                                                  | Zeznania podatkowe                       | 83,0                 | 31,6                        |
| e-Administracja                                                  | Podpis elektroniczny                     | 54,1                 | 16,5                        |

Rząd tajwański wspiera inicjatywy mające ułatwić funkcjonowanie państwa. Jedną z nich jest strona Centrum Usług Ruchu Drogowego i Transportu, gdzie sprawdzić można, uaktualniane co 5 minut, informacje dotyczące sytuacji na drogach na całej wyspie: wypadków drogowych, katastrof, robót drogowych, korków etc., a także uzyskać dane o połączeniach kolejowych, lotniczych i morskich wewnętrznych i międzynarodowych. Możliwe jest również sprawdzenie aktualnej pogody z uwzględnieniem zaleceń dla kierowców.

## Zjawisko uzależnienia od Internetu
Przyjmuje się, że około 30% użytkowników Internetu może być uzależnionych od korzystania z Internetu. Młodzież tajwańska korzystająca z Internetu charakteryzuje się częstszym korzystaniem z używek, jak papierosy i alkohol. Wpływa na to tryb życia powiązany z intensywnym czasem spędzonym online.

## Kontrola treści w Internecie
Tajwańskie media uważane są za jedne z najbardziej otwartych w Azji. W rankingu organizacji Reporterzy bez Granic, w 2014, Tajwan zajął pierwsze miejsce wśród krajów azjatyckich, a 50. na świecie, na 180 ocenionych państw. Na Tajwanie częstym zjawiskiem jest silne krytykowanie rządu, co wzmacnia prestiż tamtejszych mediów. W roku 2013 nowelizacja wprowadzona do artykułu 9. „Ustawy o telekomunikacji”, zakłada, że obowiązkiem dostawców Internetu (ISP) jest usuwanie treści, które: Zakłócają porządek publiczny oraz godzą w dobre obyczaje. Dostawcy Internetu mogą wtedy odłączyć usługę internetową, usunąć treści lub podjąć inne stosowne działania. Restrykcje te są porównywane z metodami kontroli treści w Internecie stosowanymi w Chińskiej Republice Ludowej, dlatego wywołały krytykę ze strony internautów.

## Dostępność Internetu
W roku 2011 w około 4400 popularnych turystycznie miejscach, budynkach użyteczności publicznej i dworcach na całym Tajwanie utworzono darmowe punkty dostępu do sieci WiFi. Ta inicjatywa oraz nazwa punktów dostępu noszą nazwę „iTaiwan”. Połączenie dostępne jest dla każdego obywatela posiadającego dowód osobisty. Jest to jedno z pierwszych takich przedsięwzięć, w których wszyscy obywatele mają dostęp do darmowego połączenia internetowego. Od roku 2013, usługę tę udostępniono również turystom odwiedzającym wyspę. Warunkiem jest użycie lokalnego numeru karty SIM do rejestracji lub skontaktowanie się z wyznaczonym biurem informacji turystycznej i przedstawienie dokumentu podróży.